# Ebelshof
Ebelshof ist ein Wohnplatz der Stadt Trebbin im Landkreis Teltow-Fläming in Brandenburg.

## Lage
Ebelshof liegt südlich des Stadtzentrums und dort südlich des Ortsteils Kliestow. Er wird durch die Luckenwalder Straße erschlossen, die von Norden aus Trebbin kommend in südlicher Richtung nach Luckenwalde führt. Westlich liegt Märtensmühle, ein Ortsteil der Gemeinde Nuthe-Urstromtal, östlich die Trebbiner Ortsteile Klein Schulzendorf und Wiesenhagen, südlich der Wohnplatz Birkhorst der Gemeinde Nuthe-Urstromtal.

## Geschichte
Der Wohnplatz erschien erstmals im Jahr 1860 in einem Amtsblatt der Regierung Potsdam bereits in seiner aktuellen Schreibweise Ebelshof. Es bestand aus einem Ackergehöft des Kaufsmanns Ebel aus Trebbin und lag auf der Feldmark des Dorfes Kliestow. 1925 lebten dort acht Personen. Der Wohnplatz entwickelte sich im Laufe der Zeit zu einem Straßendorf. Im 21. Jahrhundert gibt es dort einen Lohnbetrieb für landwirtschaftliche Dienstleistungen sowie Unterkünfte für Touristen.